# Садиба Прушинських-Оржевських (Нова Чортория)
Садиба Прушинських-Оржевських — пам'ятка в селі Нова Чортория Любарського району Житомирської області. Складається з палацу, парку, церкви-усипальниці, в'їзної брами з прибрамним будиночком, парового млина. Пам'ятка архітектури національного значення (реєстраційний номер 1103/0). Датується 18-19 ст. Після Жовтневої революції маєток перейшов у власність Радянської влади, і у 1920 році на його базі було створено Волинський аграрний технікум.

## Історична довідка
Чортория село давнє, відоме ще з XV століття. Тепер воно зветься Старою Чорториєю. А його новозбудований присілок — Новою. Дві Чорториї розділяє широка долина річки Случ із заболоченими ставками.
Із часів виникнення села воно перебувало у власності польської шляхти і з століття в століття переходило з рук в руки, змінивши при цьому багатьох власників. Колись воно належало нащадкам знаменитого князя Адама Чарторийського (звідки і дещо дивна в результаті трансформації топоніма назва села). У 1781 р. Чорторию придбав Ігнатій Кордиш. Оскільки у нього не було дітей, село успадкувала його сестра Францішка, яка була одружена з Юзефом Урсином Прушинським. Далі селом володів їхній син Кароль, одружений з Розою Прзібішевською. У них була тільки донька Антоніна, яка вийшла заміж за Адольфа Боженец-Яловицького. У 1857 році Прушинські, маючи великі борги, продали маєток за 30 тисяч рублів князівській родині Оржевських. Дружина князя Оржевського Наталія Іванівна була останньою господинею села до 1917 р.
Юзеф або Кароль Прушинські є вірогідними засновниками палацу (його вважають спорудою початку XIX ст.). Тоді ж заснували парк. Новий господар князь Оржевський у 1880-х роках розпочав грандіозну перебудову. Палац став двоповерховим, реконструювали фасади, з'явилася огорожа, прибрамний будинок та господарські приміщення. У 1897 році генерал Петро Оржевський тільки закінчив реконструкцію маєтку і відразу помер. У 1907 р. була збудована капличка-мавзолей. У другій половини XIX ст. побудували низку господарських споруд.
Остання господиня палацу в Новій Чорториї княгиня Наталія Іванівна Оржевська — особистість яскрава і заслуговує на пам'ять нащадків. Вона народилася в Санкт-Петербурзі в родині генерала від кавалерії Івана Федоровича Шаховського, який командував свого часу корпусом в Житомирі. У двадцять чотири роки вийшла заміж за товариша Міністра внутрішніх справ Петра Васильовича Оржевського.
Оржевські були відомі своїм меценатством — давали кошти на будівництво школи та лікарні для селян, а Наталя Оржевська працювала по декілька годин на день сестрою милосердя. Оржевська була головою Житомирського губернського Російського товариства Червоного Хреста в 1914—1917 роках. На будинку по вулиці Великій Бердичівській у Житомирі планують встановити їй меморіальну дошку.
Незважаючи на потрясіння революції та громадянської війни, селяни не спалили маєток і не розграбували його, оскільки глибоко поважали графиню за її благодійні справи. Старожили навіть стверджують, що Наталія Іванівна в 1920-му сама передала палац під сільськогосподарський технікум, де почала викладати німецьку мову. Але незабаром Волинський губвиконком звільнив її з роботи і виселив з будівлі технікуму як колишню поміщицю.

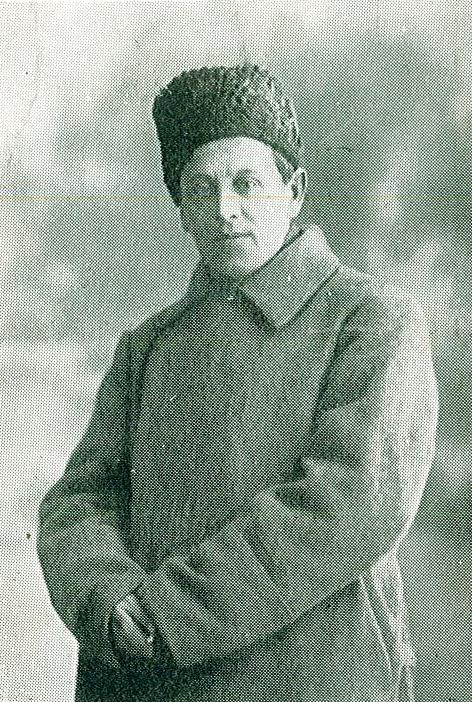
Симон Петлюра

Поки Наталія Іванівна в період громадянської війни, ризикуючи життям, вся віддавалася діяльності в житомирському благодійному братерстві, безхазяйний, але не зруйнований селянами палац, зіграв історичну роль як місце перебування українського національного лідера Симона Петлюри та командування Українського війська.
4 грудня в Новій Чорториї відбулася остання нарада Петлюри з командирами Армії і членами уряду УНР. Усі констатували повний крах регулярної армії УНР. Петлюра знову поставив питання про свій переїзд до Польщі і передачу всіх повноважень Раді міністрів. Прозвучали пропозиції продовжити боротьбу і здійснити «партизанський рейд» на Київ. Але було прийнято рішення про розпуск армії і перехід її на партизанський становище.
Увечері 5 грудня 1919 р. С. В. Петлюра виїхав із Нової Чорториї до Варшави, підписавши перед цим наказ про призначення нового командуючого армією УНР «для партизанських дій» — генерала Михайла Омеляновича-Павленка. Його заступником став партизан «з великим досвідом» Юрко Тютюнник, який потрапив пізніше разом зі своїм військом, під час Другого Зимового походу в полон, і залишив більше 300 воїнів у братській могилі в селі Базар на Житомирщині.

## Палац

Нова Чортория, палац, вигляд із боку парку

Поміщики Прушинські на початку XIX ст. будують одноповерховий палац, що наприкінці століття перебудовується на двоповерховий.
Архітектура цієї достатнього протяжної будівлі, представлена ренесансом, але відчувається вплив модерну. Особливо в енергійно висунутому навісі-балконі перед парадним входом в палац. Непропорційно масивні стовпи та аркове завершення балкона — зразок раннього модерну. Балкон-навіс служив укриттям від атмосферних опадів для прибулих до палацу гостей в екіпажах.
Від палацу початку XIX ст. залишилися лише деякі частини фасаду та кілька внутрішніх приміщень. Складна будівельна історія споруди позначилася на досить плутаному плануванні палацу. У його південній частині (в бік річки) збереглася, очевидно, найстаріша частина будівлі — одноповерховий громіздкий ризаліт.

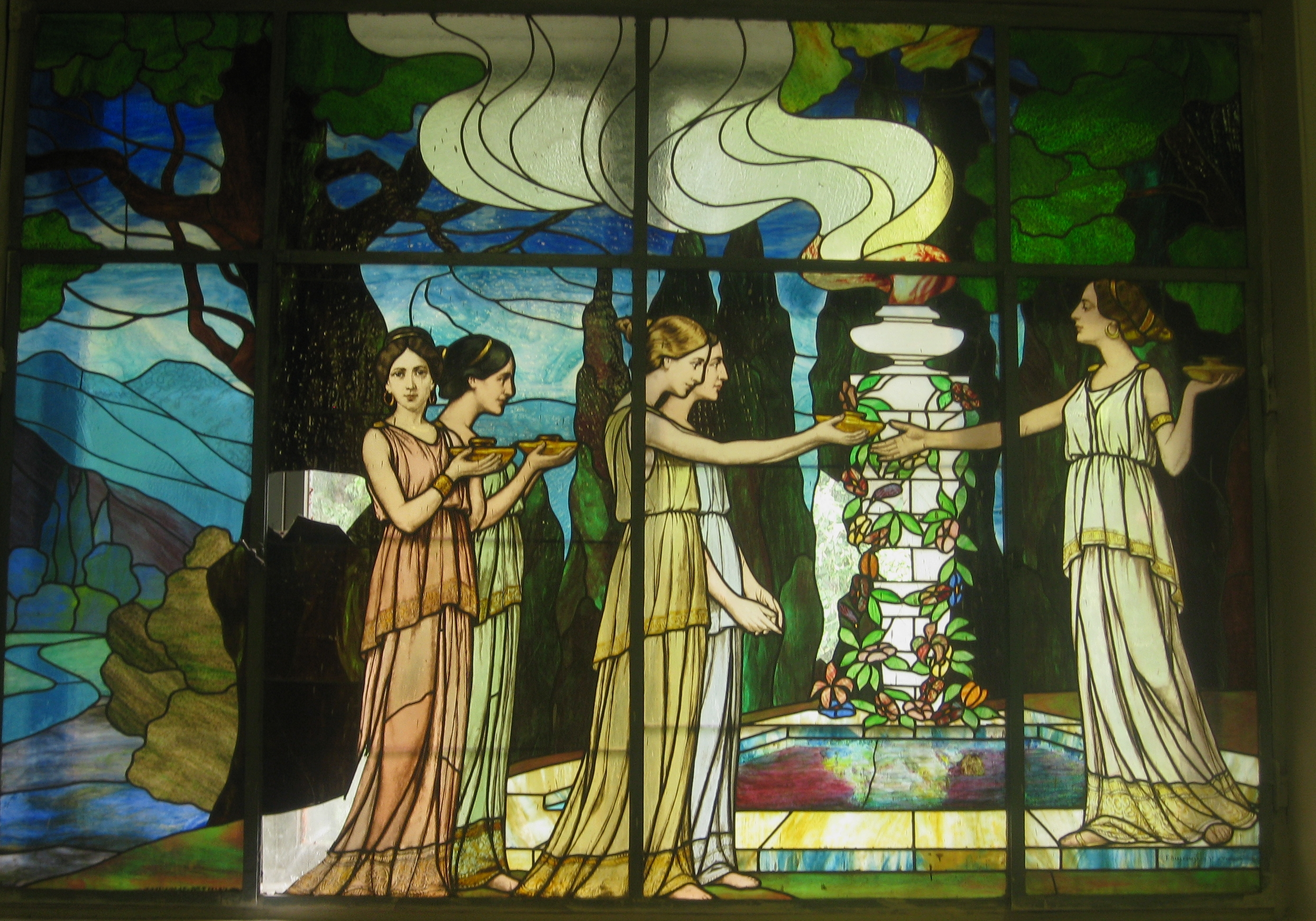
Вітраж у палаці, Нова Чортория

Фасад палацу, який виходить в парк також зберіг свій первинний бароковий вигляд.
У палаці збереглися давні сходи, прикрашені відлитими каштановими листочками та геральдичним драконом на початку маршу, а також великий вітраж на теми античності. Вітражів було декілька, один з вітражів зробив художник Ф.Бялковський. Стеля з ліпниною і вітраж — початок XIX ст., мармуровий камін — друга половина XIX ст., вони теж збереглися до наших днів. Але в 90-і роки минулого сторіччя, місцеві «Остапи Бендери» зуміли продати унікальні елементи огорожі каміна з вітальні палацу.
Дивом вціліло два величезних дзеркала на бокових стінах. Кажуть, що під час окупації німецькі офіцери не дозволили розграбувати палац.
Зараз у колишньому палаці розміщено Новочорторийський аграрний технікум.

## Парк

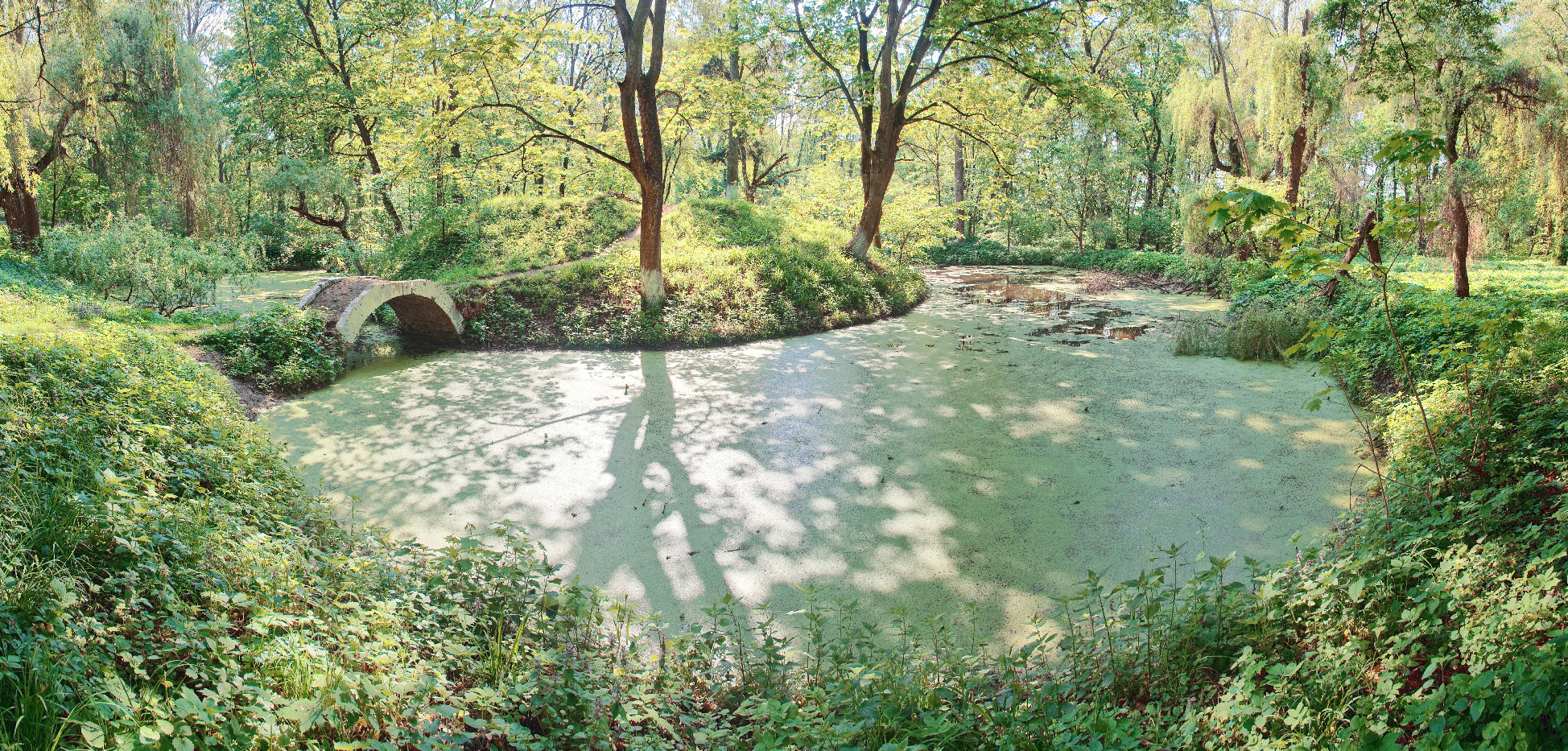
Ставок у парку в Новій Чорторії

Разом із будівництвом палацу у 1815 році Прушинські заклали розкішний парк площею 70 гектарів. Парк із чудовим ставком і островом розкинувся на мальовничих берегах р. Случ. Чагарників і дерев тут 50 видів, трапляються й 200-літні патріархи. Є рідкісні дерева, серед них — модрини.
Ймовірно, парк був прикрашений архітектурними формами, але лишився лише симпатичний опуклий місточок на оточений водою круглий острівець, колишня «видова гірка». На жаль, альтанка на острівці не збереглася.

## Огорожа і в'їзна брама

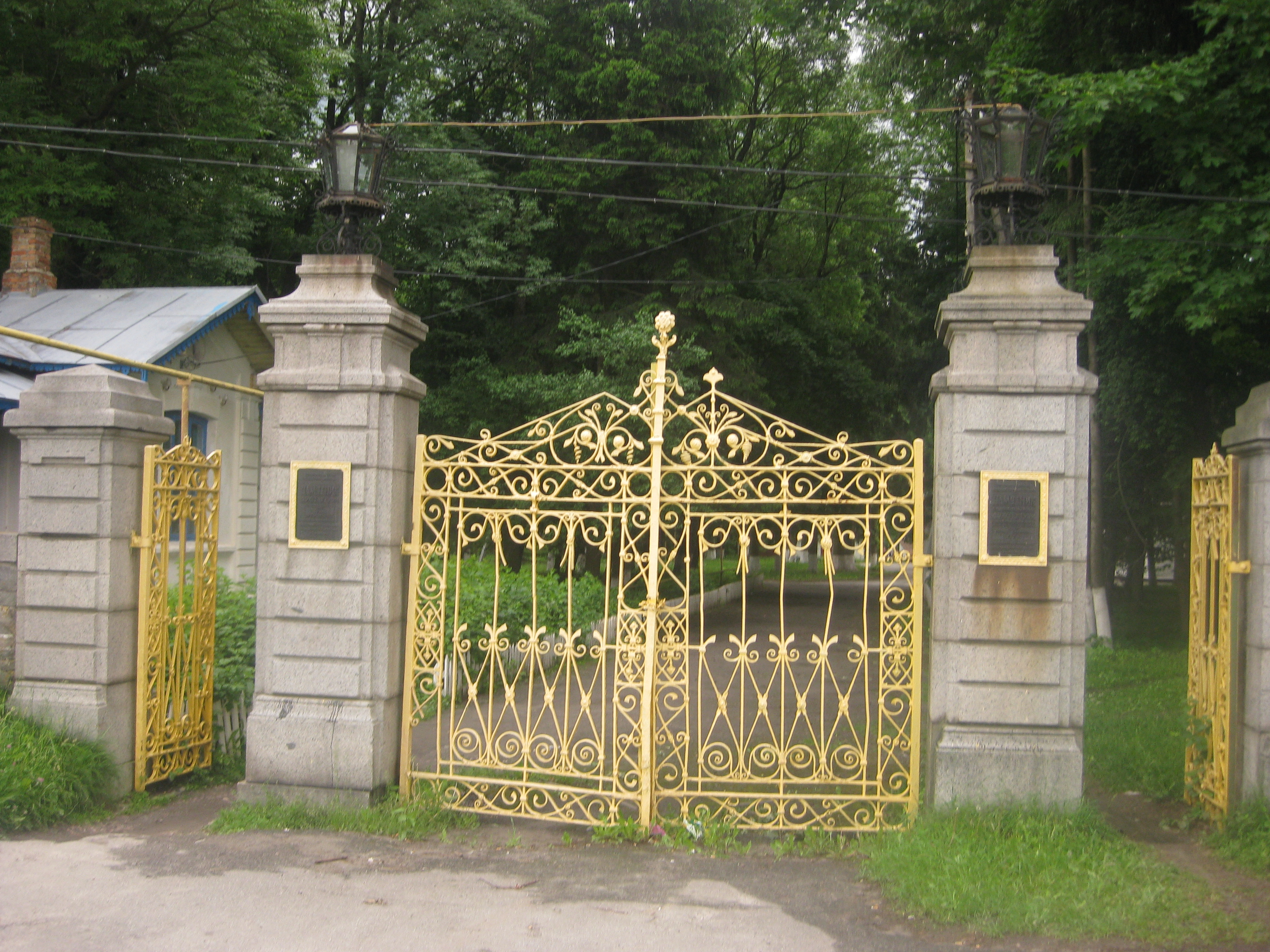
Нова Чортория, паркова брама

П. В. Оржевський у 1880-х роках збудував огорожу і браму з прибрамним будинком. Справжньою окрасою парканного комплексу стали центральні в'їзні ворота. Зведена в мотивах неоготики, брама являє собою металеву конструкцію з кованого заліза. Ця трипролітна масивна споруда покоїться на чотирьох строгих пілонах, які обрамлені гранітними стовпами, виконаними майстрами із сірого граніту, завезеного з-під Шепетівки. Пілони вінчаються кованими ліхтарями.
Зліва знаходиться майже непомітний, але побудований зі смаком в мотивах ренесансу, будиночок воротаря.

## Церква-усипальниця родини Оржевських

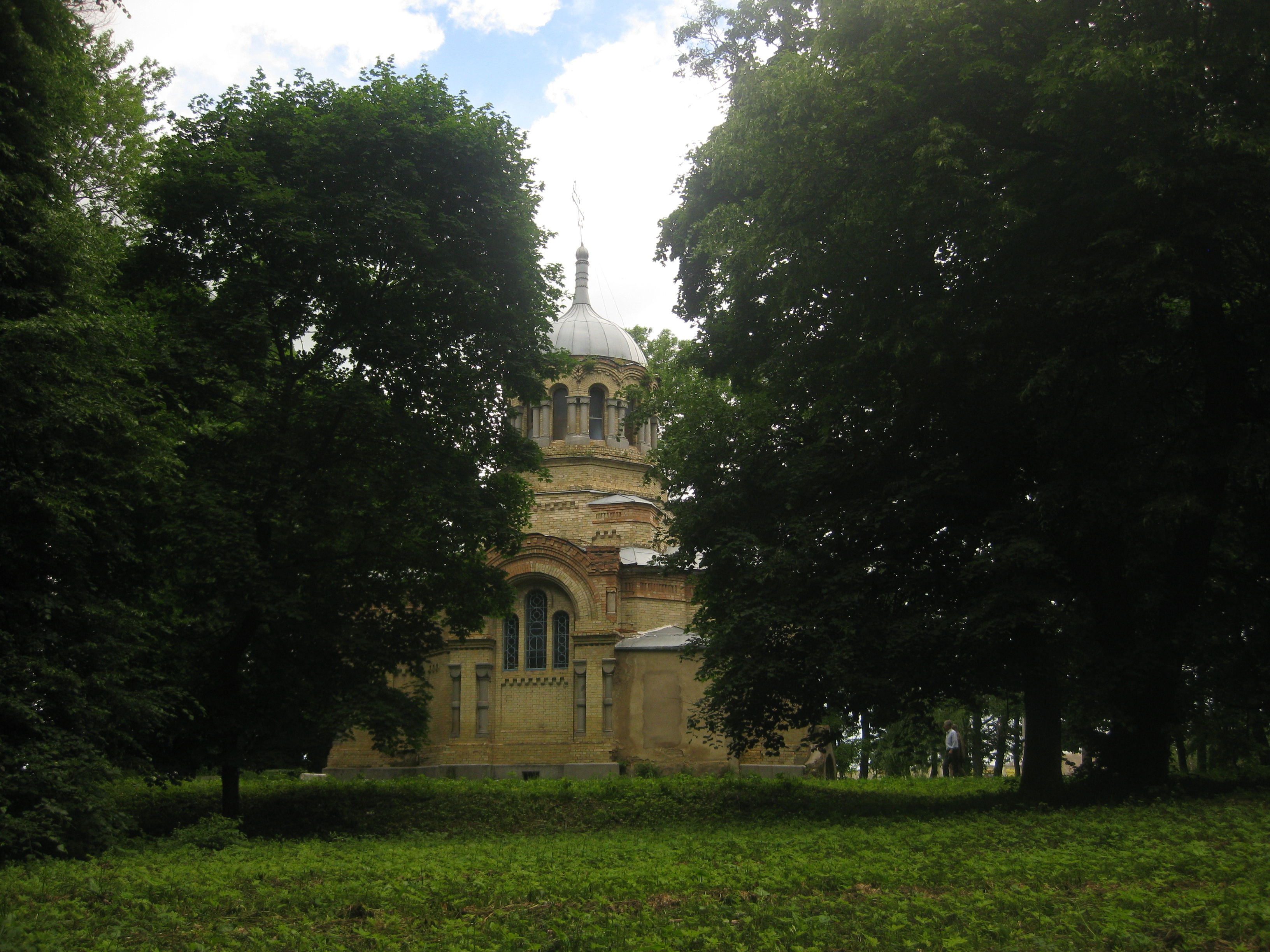
Церква-усипальниця в парку, Нова Чортория

Закінчено було будівництво палацу та інших будівель садиби у 1897 році. У цьому ж році помирає від раку генерал Оржевський у віці 58 років. Похований він був на території садово-паркової зони неподалік від маєтку.
Через десять років після смерті чоловіка, у 1907-му, княгиня Наталія Оржевська в парку біля палацу збудувала родову церкву-усипальницю, у російсько-візантійському стилі за проектом архітектора Андріана Прахова. При виконанні робіт над церквою-усипальницею були запозичені елементи з Володимирського собору в Києві. Церква-усипальниця являє собою двоярусну однокупольну будівлю. На першому ярусі з тильного боку споруди збереглися сходи в крипту, де був розташований мармуровий саркофаг, а другий ярус виконали як храм. До оздоблювальних робіт інтер'єру церкви були виписані італійські майстри по різних роботах з мармуру, а також по мозаїці. Вони виконали і вівтар. Для розпису церкви запросили відомого художника іконописця — Михайла Нестерова. Він на запрошення Наталії Оржевської кілька разів гостював у Чорториї. Для усипальниці Нестеров розробив ескізи і написав чотири великі вівтарні ікони. Їхня унікальність у тому, що вони виконані олійними фарбами, але не на дереві, а на цинкових пластинах.
У 1920-ті роки шукачі скарбів дісталися і до крипти з тілом генерала Оржевського. Храм сплюндрували. На сьогодні робіт відомого майстра практично не залишилося. Лише в роки незалежності після ремонту тут відновилася служба Божа.

## Паровий млин

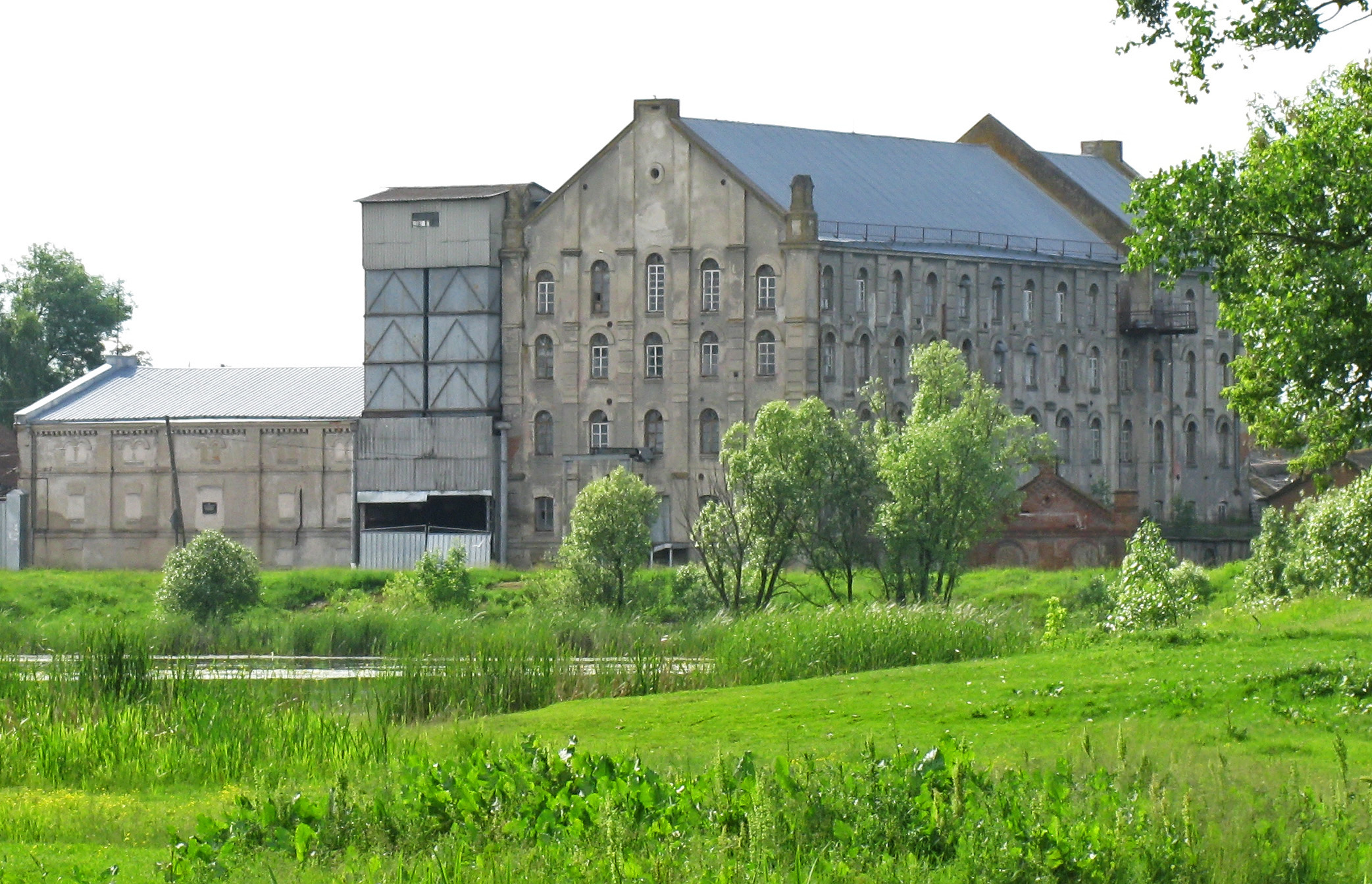
Паровий млин (мур.) с. Нова Чортория

У 1870 р. поруч із парком звели паровий млин. На той час це був один із найбільших млинів в Україні. Багатоповерховий велетень молов до 500 000 пудів пшеничного борошна різних ґатунків. Це не млин навіть — це мінізавод: п'ять поверхів із боку двору, сім поверхів із боку ставка, плюс перехід до двоповерхової прибудови, де колись був склад готової продукції. Потім споруда працювала як електростанція. Деякий час застаріла цегляна споруда була закрита. Зараз це — Новочорторийський млин-завод.